# Iwan Kowalenko

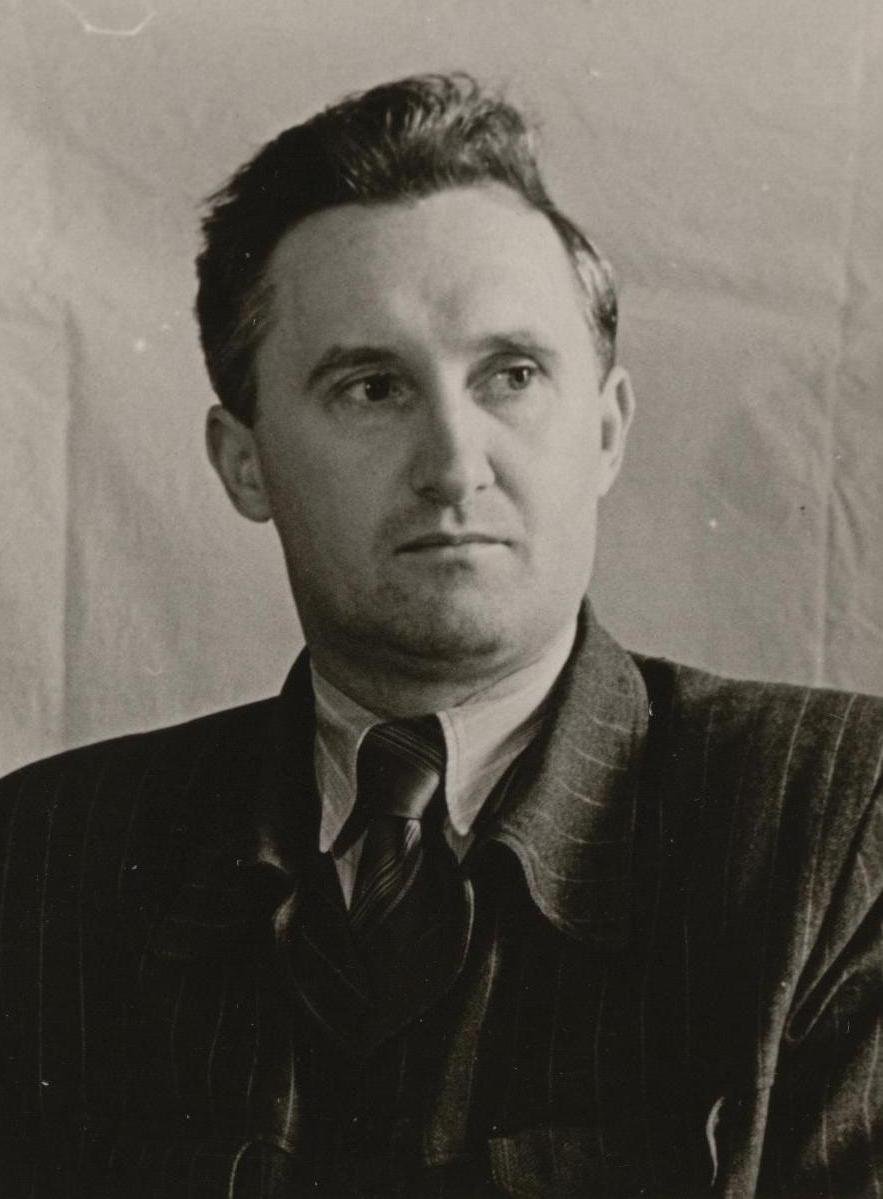
Iwan Kowalenko, um 1960

Iwan Juchymowytsch Kowalenko (ukrainisch Іван Юхимович Коваленко, russisch Иван Ефимович Коваленко /Iwan Jefimowitsch Kowalenko; * 13. Januar 1919 in Lezky, Ukrainische Volksrepublik; † 18. Juli 2001 in Bojarka, Ukraine) war ein ukrainischer Dichter und sowjetischer Dissident.

## Leben
Iwan Kowalenko schloss 1950 sein Studium an der Universität von Kiew ab und war im Anschluss Lehrer für westliche Sprachen an Schulen in Tschernihiw und Bojarka.
Iwan Kowalenko war ein Autor der ukrainischen '60er Generation. Durch seine im Ausland oder als Samisdat heimlich in der Ukraine  veröffentlichten Werke galt er als eine Stimme der menschlichen und nationalen Würde in der Ukraine. Aufgrund seiner Kritik am Sowjetsystem war er zwischen 1972 und 1977 in einem Gulag im Ural inhaftiert, wo er mit anderen Dissidenten wie Iwan Switlytschnyj, Ihor Kalynez und Wladimir Bukowski einsaß. Nach dem Zerfall der Sowjetunion wurde er 1991 rehabilitiert.
Da die sowjetischen Strafverfolgungsbehörden die meisten Werke von Iwan Kowalenko konfiszierten und vernichteten, sind nur wenige seiner Gedichte erhalten. Einige seiner Gedichte konnten durch seine Frau Iryna Kowalenko gerettet werden, die sie bei ihren Besuchen im Gefängnis auswendig lernte. Seit der Unabhängigkeit der Ukraine wurden zwei Gedichtsammlungen von ihm veröffentlicht. Nach ihm wurde ein Jugend-Kunstfestival in der Ukraine benannt.